# Eliasz (Saliba)
Eliasz, nazwisko Saliba (ur. 1924 w Kfar Sarun, zm. 1 kwietnia 2017) – biskup Prawosławnego Patriarchatu Antiocheńskiego.

## Życiorys
Urodził się w Kfar Sarun w północnym Libanie. W wieku dwóch lat stracił ojca. Wychowywał go wuj, pisarz Melhem Ibrahim Al-Asład. W wieku 14 lat późniejszy hierarcha podjął naukę w seminarium duchownym Balamand przy monasterze Przenajświętszej Bogurodzicy. W 1944 przyjął święcenia diakonatu, zaś w 1950 – kapłańskie (obydwu chirotonii dokonał ówczesny patriarcha Antiochii, Aleksander). W tym okresie studiował też ekonomię na wydziale prawa Uniwersytetu Damasceńskiego (w 1945 otrzymał tytuł magistra).
W 1952 mianowany archimandrytą. W latach 1953–1957 studiował teologię prawosławną w seminarium na wyspie Chalki (w jurysdykcji Patriarchatu Konstantynopolitańskiego). W 1966 miała miejsce jego chirotonia biskupia, której przewodził patriarcha Teodozjusz. W latach 1971–1980 był wykładowcą języka arabskiego i historii Antiochii w seminarium św. Włodzimierza w USA. W 1982 został przełożonym monasteru św. Jerzego w Al-Humajra w Syrii. Od 1982 wykładał prawo kanoniczne na Uniwersytecie Balamand.
Od 1984 do śmierci kierował metropolią Hamy, natomiast w latach 1952–2007 pełnił różne funkcje (w tym naczelne) w Sądzie Duchowym Patriarchatu Antiocheńskiego. W swojej działalności biskupiej kładł nacisk na większy udział laikatu w życiu Cerkwi. Za podstawę tego uważał aktywność parafii i różnych organizacji w ich ramach.
Zmarł w 2017, w wieku 93 lat. W chwili śmierci był najstarszym prawosławnym hierarchą w Syrii.